# Роум Сити (Индијана)
Роум Сити (енгл. Rome City) град је у америчкој савезној држави Индијана.

## Демографија
По попису из 2010. године број становника је 1.361, што је 254 (-15,7%) становника мање него 2000. године.
| Група             | 2000.         | 2010.         |
| Белци             | 1.580 (97,8%) | 1.332 (97,9%) |
| Афроамериканци    | 3 (0,2%)      | 6 (0,4%)      |
| Азијати           | 1 (0,1%)      | 2 (0,1%)      |
| Хиспаноамериканци | 9 (0,6%)      | 15 (1,1%)     |
| Укупно            | 1.615         | 1.361         |